# Destete
Como  destete se conoce al fin de la lactancia en los mamíferos. En humanos, el destete comienza con la introducción de los alimentos complementarios (manteniendo la lactancia materna) y finaliza cuando estos reemplazaron por completo la leche materna.
Idealmente este proceso debería durar aproximadamente un año y medio (comenzando a los 6 meses y finalizando a los siete años). 
Cada especie tiene una edad donde el destete ocurre de forma natural. En los últimos años han ido apareciendo leches artificiales para sustituir la leche materna, pero solo deben ser utilizados cuando la leche materna no sea una opción (muerte o enfermedad grave de la mama) ya que la leche materna ofrece protección contra enfermedades gracias a ser rica en anticuerpos.
Al hecho del destete están asociados determinados momentos donde la lactancia se ve interrumpida por algún motivo (huelgas de lactancia) o determinados períodos donde el bebé muestra un menor interés por la lactancia como consecuencia de su propio desarrollo (por ejemplo alrededor de los 9 meses en humanos, el llamado falso destete)
Dado que durante la lactancia la probabilidad de preñez mengua (por acción de la prolactina), con el destete comenzaría otra vez el período en el que la hembra puede quedarse encinta. En animales productores de leche (vacas, cabras, ovejas, búfalas) se intenta optimizar el período de lactancia y postergar al máximo el destete, para ello, se emplean tratamientos hormonales o se usa el método tradicional de seguir succionando el pezón. No obstante, en determinados casos es la única forma de conseguir un producto lácteo de calidad y se favorece el destete con secado.
En los humanos se deben cumplir ciertos requisitos para que la lactancia retrase la ovulación, como ser que el bebé tenga menos de 6 meses, que a la mamá no le hayan retornado los periodos menstruales y que amamante de día y de noche a demanda.

## El destete en la especie humana
Puede ocurrir de forma voluntaria o forzosa, en cualquier caso debe ir acompañado por un cambio en la dieta o un paulatino cambio al biberón.
Es difícil saber cuál es el momento en que se produce el destete natural en los humanos por el peso de la cultura. La cultura lleva en ocasiones a prolongar la lactancia y otras veces a renunciar a ella, por ejemplo, en algunas sociedades se ha pagado a mujeres por amamantar a niños cuando amamantan a los suyos (nodrizas) cuando otras rechazaban dar de mamar a sus hijos o no podían, pero esta práctica se ha abandonado en los últimos años por la introducción de la leche artificial. Hoy la medicina, recomienda privilegiar el destete, ya que es una alimentación del seno materno la cual ayuda al bebe a conocer otros sabores y a nutrirse y desarrollarse adecuadamente.

### El destete forzoso
En muchas culturas han aparecido recomendaciones o mandamientos para amamantar a los bebés, en la cultura musulmana, la ley sharia recomienda a dar de mamar hasta los 2 años.
En los últimos años el período de lactancia se ha ido acortando en la sociedad occidental por el ritmo de vida actual y por la creencia de que a partir de una cierta edad la leche materna no alimenta, que el niño mayor que mama es por vicio, o de que la lactancia prolongada afecta negativamente el desarrollo psicológico del niño. Debido a que en los últimos años se ha intentado recuperar un prolongado período de lactancia por todas las propiedades que se le conocen a la leche materna, este fenómeno se está estudiando mucho.

### El destete natural
Se ha observado que en sociedades donde el niño no es forzado a abandonar el pecho, acaba por destetarse él solo, pasados los 2 o 3 años de edad.
La antropóloga K. Dettwyler, de la Universidad de Texas, ha recogido información acerca de la edad de destete de los primates no humanos, poniéndola en relación con variables del ciclo vital, tales como peso al nacimiento, peso del adulto, periodo de gestación y erupción de molares permanentes; extrapolando estos datos a la especie humana, parece que el destete natural podría ocurrir entre los 2 años y medio y los 7 años. Esta teoría de prolongar la lactancia hasta los 7 años se ve apoyada en el hecho de que en sociedades actuales en las que el rechazo cultural a la lactancia prolongada no existe, las madres amamantan a sus hijos hasta los 4 años por término medio y a que se estima que el sistema inmunitario de los seres humanos no está maduro y plenamente operativo hasta los 6 años de edad.

### Métodos de destete
- Saltar una toma: Llegada a la hora de la comida, la madre en vez de ofrecerle leche materna, invita a probar al niño algunos de los alimentos complementarios. Así se podrá ir alternando y recortando progresivamente el número de tomas.
- Acortar el tiempo de la toma: Si el bebé tarda, por ejemplo 10 minutos con cada pecho, se le puede reducir el tiempo de la toma a 6 minutos cada uno. Una vez finalizado el amamantamiento, se le deberá ofrecer algún jugo de frutas o un colado o compota.

Este último no es recomendable, ya que la leche materna cambia en composición durante cada toma, y limitar la duración evitaría que el bebé reciba la leche más nutritiva. En todo caso sería recomendable dar un solo pecho hasta que lo vacíe por completo, y ofrecer alimentos complementarios en lugar de ofrecer el segundo pecho.